# Positivo Alfa

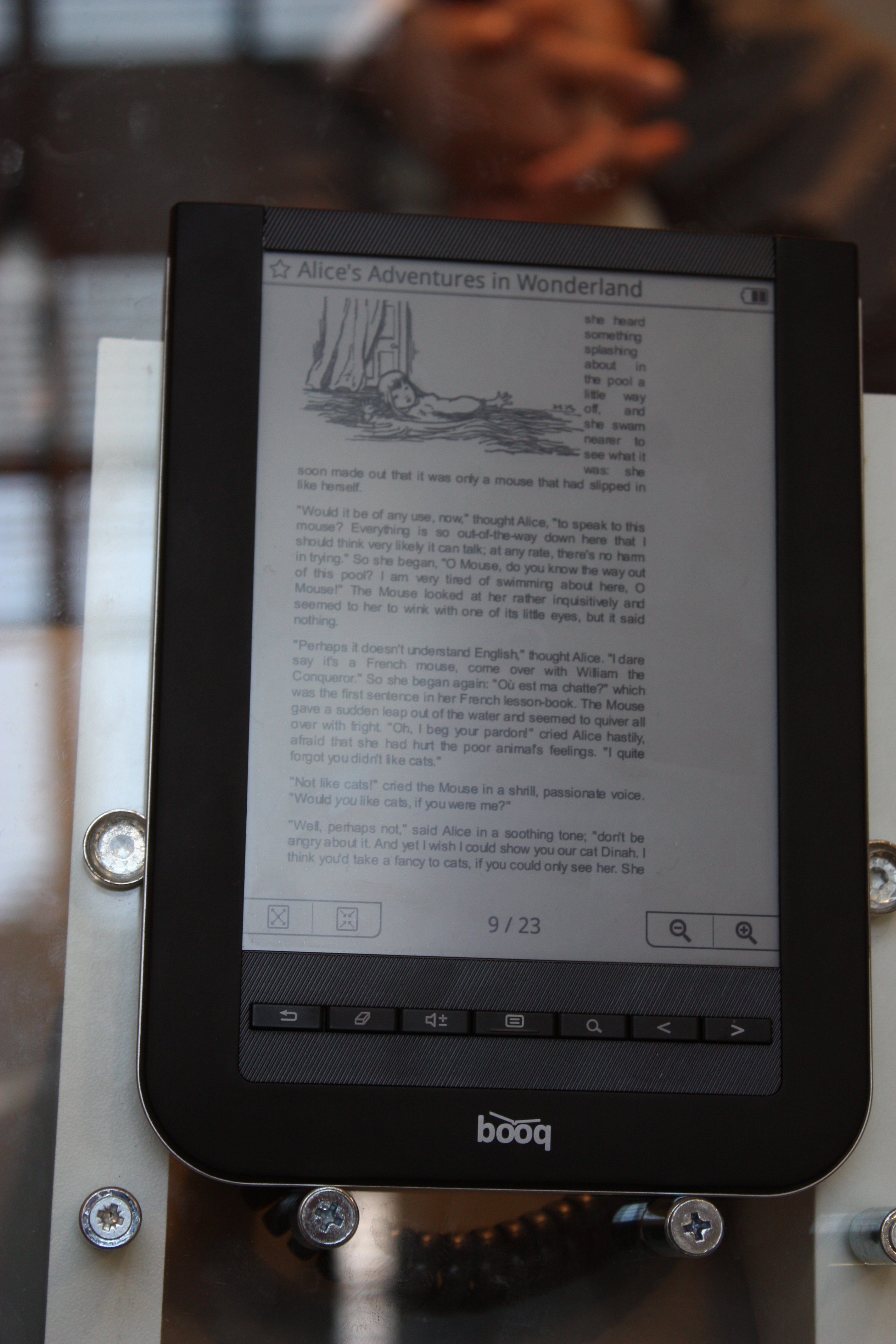
O Positivo Alfa tem design similar a este e-reader da marca booq, exibido na IFA 2010

Positivo Alfa foi um leitor (e-reader) de livros digitais (ebooks) brasileiro lançado pela Positivo Informática. 
Era uma versão do leitor eGriver Touch Model ES600, criado pela empresa tailandesa Condor Technology Associates. 
Há muitas versões similares em outros países, como por exemplo o bq avant vendido na Espanha.  Algumas vezes o modelo é referido pelo nome original, 4ff n618. 
O Positivo Alfa era um produto OEM, ou seja, customizado pela Positivo Informática, tendo como base um modelo fabricado fora do Brasil.
O leitor possuía tela de 6 polegadas com resolução de SVGA (800x600) que utilizava a tecnologia e-paper e capacidade interna de 2GB (expansível até 32GB via cartão microSD). Tinha suporte para arquivos ePub e pdf com e sem DRM, além de html e txt sem DRM. O Positivo Alfa possuía uma bateria de 1530 mAh que, segundo o  fabricante, tem vida útil de 10.000 mudanças de página.
Os últimos modelos possuíam acesso a rede sem fio (WiFi 802.11 b/g). Também possuía um dicionário Aurélio, que vinha integrado ao equipamento, e podia ser usado para a consulta durante a leitura dos textos.
O dispositivo teve sua produção descontinuada e não está mais disponível para venda.